# Jevgeni Kosjkin
Jevgeni Kosjkin (24 november 2002, Almaty) is een Kazachse langebaanschaatser. Hij is gespecialiseerd in de 500m en staat daarbij bekend om zijn snelle opening.

## Records

### Persoonlijke records
| Afstand    | Tijd    | Datum            | Baan           |
| ---------- | ------- | ---------------- | -------------- |
| 500 meter  | 34,30   | 28 februari 2025 | Heerenveen     |
| 1000 meter | 1.11,29 | 28 januari 2024  | Salt Lake City |
| 1500 meter | 2.04,38 | 19 december 2019 | Astana         |
| 3000 meter | 4.38,79 | 15 oktober 2019  | Astana         |

(laatst bijgewerkt: 2 maart 2025)

## Resultaten
| Jaar | WK Afstanden | Wereldbeker       | WK Junioren       |
| ---- | ------------ | ----------------- | ----------------- |
| 2022 |              | 46e 500m          | 4e 500m 17e 1000m |
| 2023 | 22e 500m     | 18e 500m          |                   |
| 2024 |              | 30e 500m 0p 1000m |                   |
| 2025 | 8e 500m      | 14e 500m          |                   |